# マルファン症候群
マルファン症候群（マルファンしょうこうぐん、Marfan syndrome、MFS）とは、常染色体優性遺伝の形式をとる細胞間接着因子（フィブリリンと弾性線維）の先天異常症による結合組織病であるが、約75%が遺伝性で約25%が突然変異とされる。マルファンはドイツ語式発音によるもの。性差や人種差は無く、5000人に1人程度がこの遺伝子異変を有している。しかし、遺伝子変異を有していても何の症候を現わさないこともある。

## 概要
結合組織とは組織の間を埋める組織であり、全身に存在する。結合組織は細胞成分と細胞外基質からなる。細胞外基質は蛋白質で出来ている。細胞外基質を構成する蛋白質の一つに細胞間接着因子がある。細胞間接着因子には細胞外基質の強度を保つ蛋白質FBN-1やTGFBR2、等がある。本症ではこれらの蛋白質が充分機能しないために、全身の形質に異常を呈する。

## 病態
細胞外基質の異常から結合組織が脆弱となり細胞に弾力性を減少させ大動脈や網膜、硬膜、骨の形成等に異常をもたらす。
典型例として、
- 筋骨格の症状[2]（高身長、細く長い指、関節過伸展、反張膝、胸の変形:鳩胸漏斗胸など）
  - ヘルニア（横隔膜ヘルニア、鼠径ヘルニア）[2]
- 眼の症状[2]（水晶体偏位（レンズ）がずれる、強い近視、虹彩振盪、特発性の網膜剥離）
- 心臓血管の症状[2]（大動脈基部および上行大動脈の膨らみや動脈解離、大動脈弁逆流）
- 呼吸器の症状[2]（嚢胞性肺疾患、再発性自然気胸、疾病に由来する疼痛）
- 中枢神経の症状[2] （脊髄周囲の硬膜嚢の拡張、頭痛、腰痛、便失禁や尿失禁）

## 分類
マルファン症候群は皆、同じ遺伝子の変異を持っているという点で「可変的な表現」で遺伝病であるが誰でも同じ程度に同じ症状を経験するというわけではない。生まれたときから非常に重篤な症状もあれば中高年になるまで大きな症状が出ることがない、あるいは循環器系の症状が重い、様々な症状を持ち合わせる、または知的障害を併せ持つ症状、など様々である。現在、1型、2型がみとめられている。
- 1型
  - 特徴的な症状がはっきりと現れるタイプ
- 2型
  - 目に特徴的な症状がないタイプ
- その他
  - 小児マルファン症候群
  - 新生児型マルファン症候群（早期発症の重症型マルファン症候群）
  - マルファン症候群の疑い

## 原因
組織の間を埋める結合組織に必要な蛋白質の種類によって幾つか原因が特定されている。
- 1型
15番染色体長腕にあるフィブリリン1 (fibrillin-1, FBN-1) の先天性遺伝子異常（遺伝子座 マップ 15q21）。常染色体優性遺伝。
- 2型
3番染色体にあるがん抑制遺伝子TGFBR-2先天性遺伝子異常。常染色体優性遺伝。

## 統計・疫学
マルファン症候群は、出生時にも発見される。しかし青春期または青年期まで診断される可能性のほうが高く一般的である。30歳前後に突然の大動脈解離によって自覚することもしばしばある。発生頻度は全ての人種と男女にかかわらず3,000?10,000人あたり1人といわれる。日本には20,000人、米国には約50,000人がいると推定される。おおよそ75%が親からの常染色体優性遺伝で25%は新たな突然変異によるもの。医学の発展と共に長期生存率も上昇。原因遺伝子が完全に解明されれば新たな型が発見されて、その数を含めると患者予想数も増加すると思われる。

### 予防
マルファン症候群の突然変異を根本的に予防する方法はない。病気による要因の無い低身長の両親の間からも発生する。

#### 二次予防
最も危険な合併症は、心臓血管の壁の結合組織に起こる弱体化。血管の内圧を常に下げ鼓動の力強さを減少させることによって解離の危険性を減少させておくことが重要。
激しい動きを伴わない生活でも本人が自覚することなく動脈弁輪の拡張（後述）が進行して、日常生活の何気ない動作の中で解離や破裂といった形で発症することもある。病気の突然死(Sudden Death)を防ぐためには早期診断が大きな鍵となる。
遺伝に関して
マルファン症候群は常染色体優性遺伝であり親のどちらかが本症の場合、子供に50%の確率で遺伝する可能性がある。平均的には 10人中1人の割合で深刻な症状を伴った子どもが産まれる。
日常生活に関して
怪我や胸の痛みなど、体に違和感を覚えたらすぐに病院で治療を受けそれがマルファン症候群から生じるものではないことを確認する。
心内膜炎の予防（後述）。
飛行機への搭乗による空気圧の急転は、気胸術を発生させる可能性がある。
喫煙はマルファン患者に有害である。
スポーツに関して
体が衝突する、あるいは物に体当たりするような運動（例えばボクシング、フットボール、高飛び込み）、大動脈、眼、骨等が傷つく危険性をともなうスポーツは回避する。
抗凝血剤を服用する全ての患者は、衝突の危険性があるスポーツを避ける。
球技などのスポーツをするときは目を保護するような防具、眼鏡を着用する。
ゴルフのような最小限の身体的な動きですむスポーツへの参加、あるいは定期的な非競争である運動。これらはマルファン症候群患者のために有益である。
重量挙げのような筋力を使うスポーツを避ける。

#### 三次予防
- 医療関係者や学校等への病気の理解を広める。
- 潜在的な患者への自覚と検査による観測を促すことで突然死を防ぐ。

## 症状
結合組織は全身に存在するため、様々な症状を呈する。
結合組織のひとつとして膠原（コラーゲン）線維がある。それらは主に骨や皮膚、腱、歯、軟骨、大動脈などにある。一般的にコラーゲンは年齢と共に減少し始める。しかしマルファン症候群は元もとコラーゲンなどの結合組織の形成に異常がある。

### 循環器
- 代表的な症状
  - 大動脈弁閉鎖不全症（心臓弁膜症）
  - 僧帽弁逸脱症
  - 大動脈解離
  - 大動脈瘤
  - 大動脈基部拡張症
- 大動脈や心臓の弁の構造が脆く、耐久性が普通より低い。負担がかかると解離を起こす。大動脈解離の初期発症部位（エントリー）も様々。やがては主要大動脈を数回の手術によって全置換する例も多い。（図参照）

### 心臓血管
大動脈は内膜、中膜、外膜の3層構造になっている。マルファン症候群は先天性に中膜が脆弱である。中膜にある結合組織が上手く機能せず袋状に壊死を起こす。これを嚢胞性中膜壊死と言う。中膜の外側2/3位の位置で中膜が解離し解離した部位に血液が流れ（リエントリー）、さらに末梢部で血液が再び血管腔に流れ込むこともあり、これを大動脈解離という。嚢疱性中膜壊死になって脆弱化した上行大動脈の基部の動脈壁は血行力学的な負荷を受けて（大動脈弁輪が引っ張られ）内腔が大動脈弁を囲む輪が広がってしまう。これを大動脈弁輪拡張症（AAE）と言う。つまり大動脈起始部分（大動脈が大動脈弁につながる領域）が拡張（広がる）する。
大動脈弁を構成する3つの弁が弱くなって、上手く結合しなくなるなど、大動脈弁がきちんとしまらなくなる。これを大動脈弁閉鎖不全症（AI）と言う。大動脈閉鎖不全症になると拡張期に大動脈から心臓へ血液が逆流してしまう大動脈弁逆流（症）（AR）。大動脈から心臓へ血液が逆流する事を大動脈弁逆流と言う。逆流による負荷から心不全を起こす。
大動脈弁輪拡張症により上行大動脈で洋なし状に拡大して大動脈解離が起こる。
僧帽弁の弁尖と、弁尖が逆流方向へ開かないようにふんばる腱索の結合組織が弱まって薄くなると、変性を起こして弁の支持が弱まる。
弁の可動性が増大して僧帽弁の弁尖が逆流方向へ開いてしまう。これを僧帽弁逸脱症（MVP）と言う。僧帽弁逸脱症を起こすと僧帽弁はきちんとしまらないので僧帽弁閉鎖不全（MR）（粘液腫様変性による僧帽弁逸脱）となる。僧帽弁閉鎖不全を起こすと左心室から左心房へ血液の逆流が起こる。これを僧帽弁逆流と言う。これらは心臓に作業負荷を増加させて、動悸、息切れ、不整脈と過度の疲労（過労）を症状を引き起こす可能性がある。これらの異常な血流は心雑音を生じる可能性があり、それは聴診器で聞くことができる。時間の経過ともに、心臓は肥大する可能性がある。それは心不全は起こす可能性がある。
僧帽弁の腱索が断裂して重大な僧帽弁逸脱症を合併する事もある。
バルサルバ洞の拡大を伴う。
末梢血管の脆弱性から頭痛を起こす。
先天性心疾患の場合もあり。出産時に高血圧などから大動脈解離をおこしマルファン症候群が発見される症例もある。大動脈瘤破裂により突然死する危険もある。

### 胸部
循環器以外の胸部症状として、肺を覆う膜に穴が開く。肺を覆う膜を胸膜と言う。胸膜を形作る結合組織が弱まるために、胸膜に穴が開く。胸膜に穴が開くと気胸になる。
減呼吸症候群、気道の内側を覆っている組織の変わった柔軟性に起因する睡眠時の無呼吸等を起こす。ひいては大動脈解離の危険度を増す。
肺動脈解離、慢性閉塞性肺疾患(COPD)

### 眼
患者の65 - 75%に水晶体亜脱臼（水晶体転位）。水晶体の支持組織であるチン氏帯が弱まり水晶体が上に転位する。水晶体がずれ、上に転位する事を水晶体上方脱臼と言う。
結合組織の虚弱のため眼の後ろの光を感じる部分（網膜）離、無処置の網膜剥離によって、盲目、緑内障、白内障（時々40歳という早い時期に生じる）等から視力低下、または視力喪失、失明を起こす。
他の眼症状として、近視、結膜が青色に見える青色強膜、虹彩の欠損、虹彩炎、角膜変形（扁平）、斜視、弱視、不随意の眼球運動等（眼振）を起こす。2型でなければ近視はもっとも頻度の高い眼症候で、しばしば小児期の間に急速に進行する。

### 頭頚部
口蓋裂、高口蓋、下顎前突症、低口圧、歯の形成の異常、硬膜の拡張、髄膜ヘルニア、脳の大動脈解離、及び瘤、右頸動脈解離、伝音性および感音性の難聴等を起こす。顎関節の習慣性脱臼が見られることも有る。

### 筋骨格系
四肢
マルファン症候群は、異常に長い肢によって特徴づけられる。高身長（必ずしもではない。後述）、上肢や下肢などの手足、指が細くて長い、印象としては長身痩躯の体型が多い。また、皮下脂肪の多いタイプであってもその手の形状、（クモの脚を連想させるくも様指趾）蜘蛛指症指、に特徴が出る。
顔
顎関節症、印象として長頭、前額部突出、面長。垂れ目。小さい下顎。狭い顔幅、大きい耳介、込み入った歯並び。
関節
マルファン症候群患者は、一般の人々より扁平足（偏平足）または平べったい薄い足、あるいはハンマートウになりやすい。また、それらにより足の慢性痛を伴う。手首徴候、母指徴候、中手骨徴候、関節炎、（靱帯が弱いため）母指の関節の過剰運動性、関節の過可動性（曲がりすぎる）、ゆるい関節などがある。
脊椎と胸骨
猫背、脊柱変形（脊柱側弯症・脊柱側弯症または脊椎の湾曲、脊椎を作る脊柱がS-形状または螺旋に左右に乱れてねじれる障害）、脊椎側弯症（一般的な症状であり、軽度から重度で進行性のある場合もある）、胸骨の突出、胸骨が外へ押されて、狭くなる（鳩胸）、ヘルニア、腰痛、胸部変形、異常なくぼみ、胸骨または胸骨が内部へ沈められる胸の形成異常（肋骨の過形成は胸骨を押し込んだりする）（漏斗胸）（特に心臓、脊椎と肺が影響を受けた場合、それは呼吸することの困難を生じることがある）
腰椎仙骨部の硬膜拡張
腰椎仙骨部（ようついせんこつぶ）の硬膜（脳と脊髄（せきずい）を包む丈夫な繊維最も外部の膜）の拡張、筋緊張の低下等を呈する。つまりマルファン症候群の患者の弱い硬膜は、腫れるか、脊髄液の圧力の下で膨張（拡張）したりする。ほとんどの場合、硬膜拡張は下部の脊椎に起き、脚や背下部の痛み（熱い感覚）または麻痺または虚弱をもたらすが通常無症状である。

### 皮膚
急速な体重増加または骨格の成長に起因する線状皮膚萎縮症が多い。若い年齢で肩部、臀部と下背の上にしばしば出現するが健康上に問題はない。
引っ張ると通常より伸びやすいことが多い。

### その他
筋肉や脂肪の付き方が充分な栄養や運動を取っているにもかかわらず、減少したり蓄積したりしてアンバランスである。
マルファン症候群を持つ小児が一般集団よりわずかに注意欠陥・多動性障害(AD/HD: Attention Deficit / Hyperactivity Disorder) の可能性を持つ若干の臨床所見がある。しかしそれらは一般人口集団と同頻度で生じていると思われる。

## 検査・診断基準
多くの場合、疾患は年齢と共に進行し結合組織の変化が起こるにつれて、症状は目立つようになる。マルファン症候群と診断された場合、あるいはマルファン症候群の疑いがあると診断された場合は治療の時期を逃さないためにも心臓専門医による心臓血管への定期的な検査による診断が生涯に渡り必要である。
心臓弁膜症の診断は心エコーによって見つけられる可能性がある。大動脈の解離、拡張がなくても半年に一度の定期検査で行われる。
心臓弁と大動脈をよく見るために超音波検査を含む。
大動脈拡張や大動脈解離や腰椎仙骨部の硬膜拡張はよく見るためにマルチCTやMRI検査を用いる。
解離により突然の移動する胸背部痛、あるいは両下肢の麻痺が起き排尿しづらいなどの膀胱直腸障害などの症状が出て判明することもある。
遺伝子検査による診断。遺伝学カウンセリングは、マルファン症候群の遺伝の可能性がある家族に利用できる。マルファン症候群患者の親族は本症の所見がないか検査をうけるべきである。出生前診断は不可能である。
診断基準は、心臓血管系、循環器系、体格、骨格系、眼科系、硬膜拡張の検査。家族歴。採血による遺伝検査。等。

### 典型 特徴的な症候と遺伝性を認める完全型
- 骨症状（骨格症状）
  - 高い背丈、長い四肢と指
- 眼症状（眼症状）
  - 近眼
  - 水晶体転位
- 心臓血管系症状
  - 大動脈弁閉鎖不全の有無にかかわらずバルサルバの洞を含む大動脈、肺動脈の拡大
- コンピュータ断層撮影または核磁気共鳴画像法で確認できる腰仙硬膜拡張症
- 家族、親戚にマルファン症候群の患者がいる家族性発症

### 不全型とマルファン症候群の疑い
- 骨症状
- 心臓血管症状
- 眼症状

上記のうち二つしか認められなくてもあるいはいくつかの症状から不全型としてマルファン症候群が疑われ経過観察となる場合がある。以上のことから今後、不全型が増える傾向にある。とくに若年の場合、症状に個人差が大きく慎重な診断と経過観察が求められる。
マルファン症候群の患者は必ずしも平均身長より背が高くはない。遺伝的な予想身長よりも背が高くなるというだけであり高身長でない人にもマルファン症候群は認められている。下垂体性小人症を同時に患う症例もあり。

## 治療
マルファン症候群の根本的な治癒はなく対症療法が主体となる。しかし、効果的な処置及び危険な合併症の予防を行うことで多くの患者が通常の寿命を生きることができる。心血管系の合併症予防に役立つβ遮断薬の投与。
心臓血管系の疾患について大手術が必要となるので、そのような手術ができる病院を選ぶことが大切。
先天疾患のため対症療法を行う。対症療法として矯正や手術療法を行う。

### 頭頚部筋骨症状
歯並びの異常は歯列矯正術を行う。
極端に高身長の女児に対してはエストロゲンとプロゲステロンにより思春期早発を誘発させることで最終身長を抑える方法もある。

### 眼症状
チン氏帯脆弱性が原因となり、水晶体変位や水晶体亜脱臼、その前症状としての視力低下などが起こる。視力の矯正や治療のため手術を行う。レーザー手術による視力矯正が可能な場合や、水晶体脱臼の場合、水晶体包摘出をし眼内レンズ毛様溝縫着術を行う。なお、毛様体自体がぜい弱で、眼内レンズ毛様溝縫着が困難な場合は、眼内レンズ強膜内固定術も考慮できるようになった。

### 循環器症状
大動脈壁は正常より柔らかく、もろい。あるいは弱く、伸びやすく、形がくずれて膨張する傾向があることが多い。また、進行する動脈拡張の出現や拡張の速度は極めて多様であり診察に注意が必要である。マルファン症候群の約90%の人々は心臓血管になんらかの異常がある。特に心臓から血液を他の体へ運ぶ大動脈の壁の三層部分が弱くなって、切れたり拡大する。そのため解離・破裂に注意する。大動脈の人工血管への待機置換術の手術による死亡率は低いが急性大動脈解離による緊急血行再建術の場合、術後の早期死亡率が高い。適切な手術時期の見極めが大事。
心臓の血管への負担を減らし、高血圧を防ぎ、負荷の軽い運動を選択する。降圧剤のベータ遮断薬（ベータ‐ブロッカー）は、大動脈瘤のような合併症の一部を制御するのに用いられる。ベータ受容体遮断薬に対するアレルギーがある患者は、ベラパミルのようなカルシウムブロッカーを与えられる可能性がある。
最近、降圧剤ロサルタンは、マルファン症候群を持つマウスで、大動脈瘤と肺の問題を予防することが発見された。
マルファン症候群患者の死因の多くは大動脈弁や僧帽弁の閉鎖不全による心不全、動脈破裂、急性大動脈解離などの心臓血管の疾患によるものである。なかでも大動脈解離による突然死の最も頻度が高い原因である。これらの致命的な疾患を治療として大動脈の拡張が進み破裂の危険がある場合、予防的措置から人工弁や人工血管に置換する場合がある。人工血管置換術は1985年より広く使われている。通常、術後は日常生活を普通に送ることが可能である。人工心臓弁で生じる血栓の可能性を最小化するために、弁を取り替えてもらった患者は、抗凝血性の薬物（通常ワーファリン）を服用しなければならない。
大動脈の拡張が臨界寸法45 - 50ミリメートルに達するとき、急速に血管が拡張する場合、治療の選択として大動脈弁または人工血管の移植手術が通常考慮される。手術を受ける決め手は、大動脈の容積、大動脈の予想される通常の容積、大動脈解離の大動脈径の大きさ、年齢高、性と家族歴などに基づく。いずれの治療も熟練した心臓専門医によって慎重に評価される必要がある。
若年者で突然、激烈な胸痛や背部痛、強烈でなくても広範囲に広がる背部痛で発症する急性大動脈解離を起こすことがよく見られる。そのような場合、マルファン症候群の患者は解離でないとCT検査等により確認されるまで医師による厳重な管理下にあることが重要。一般的に急性の大動脈解離は中高年に多く若年で発症するマルファン症候群のことを認識していないときに神経性の胃痛などと判断され見逃されるので注意が必要。
弁置換手術による治療は一般的な手段である。手術療法としては、ベントール術等を行う。弁形成術では自己弁温存法(David-V)、生体弁、機械弁が用いられる。大動脈の血管置換では人工血管が用いられる。ステント術はマルファンの血管のもろさから将来的なこともふまえ適用されることは少ない。
まれなケースで、僧帽弁脱出は突然死を引き起こすことがある。
マルファン症候群に関連した心臓病が、必ずしも明らかな症状をもたらす可能性があるというわけでない。
比較的に三十代前後に心臓血管系の手術が行われることが多く早い回復が期待できる。手術を数回に分けたり再発もあり将来のことをふまえて計画的に行われることが望まれる。
致命的でないが、マルファン症候群の骨格や眼性の症状は深刻である場合がある。これらの症状は、通常適当な状態のために典型的方法で処置される。

### 遺伝による症状
- 一般的に家系内では症状は類似しているとも言われているが、家族性の遺伝によるマルファン症候群であっても必ずしも親や親戚の症状に似るとは限らない。家系内においても臨床像の個人差が大きいことも確認されている。より強い症状が現れそれによって親のマルファン症候群も同時に判明することもある
- 将来的に遺伝子治療の有効が期待されるが現実的に未知数である。遺伝子検査は主に大学病院、一部、民間病院にて調査可能
- メンタルケアに遺伝科への受診

## 合併症
- 動脈破裂、心不全、大動脈解離動脈瘤性、人工弁への細菌付着からの細菌性心内膜炎、脳膿瘍、細菌性脳動脈瘤、くも膜下出血、不整脈、脳出血頸動脈解離動脈瘤性による二次性脳卒中、発作、二次性心不全、脳塞栓症による麻痺、解離時に起こる脚の麻痺（血行が滞るために起こる）、腹部大動脈解離から発生する右内腸骨動脈瘤などがある。
- マルファン症候群患者は感染性心内膜炎の危険が高いので、バクテリアが体内に入る可能性がある治療、歯科治療、小手術などを受ける前に抗生物質の充分な投与が必要である。
- 高血圧症、胸部の骨形成異常からの呼吸困難。
- 腰痛、頭痛、鬱病、不安神経症。
- 学習障害。

## 予後
マルファン症候群は多岐の症状を抱えたり、多くの合併症が起こることもあるが適切な治療を受ければ通常の寿命である。近年、外科的手術の成績は上がってきておりこの30年にわたって、ちょうど61歳以上まで、マルファン患者の平均余命は注意深い医学的管理により、ほぼ2倍になった。この劇的な改善は、医療の新しい手術手技、改善された診断と新しい技術のものであると考えられ手術により寿命を延ばすことは可能になってきている。高齢のマルファンも増加傾向にあり老化による病状の問題への取り組みも注目される。
以前はマルファンをもつ女性は大動脈拡大または解離の危険度のため、妊娠はしないように勧められたが、妊娠は大動脈の状態を注意深く検査した上で、医師の診断と管理の元に可能である。大動脈が拡張している場合は勧められない。血圧の増加により動脈解離の危険性も増加する。帝王切開による出産も選択される。人工弁置換者の妊婦の出産例も国内にあり。
新生児マルファンの予後は多臓器にわたる重症で急速に進行することも多くあまりよくない。

## 診療科
心臓血管外科、循環器科、整形外科、眼科、神経内科、リウマチ科、遺伝科、内分泌科、小児科、等。
各科目の連携が必要であり、幅広い知識と経験の医師の協力が欠かせない。
- マルファン症候群は心臓血管外科の医師の間などでは大がかりな手術をすることもありよく知られた病名である。しかし他の科ではよく知らない医師も多い。医師であってもマルファン症候群の患者に会ったことのない人は多い。自身のマルファン症候群への疑いを調べに行く際は多数のマルファン症候群を診たことのある医師がいることを確認してから病院を検討する必要がある。

## 歴史
病気の発見
1896年（明治29年）に最初にそれを解説したフランスの小児科医アントワーヌ・マルファン（Bernard-Jean Antoine Marfan、フランスオード県Castelnaudary, 1858年6月23日生まれ）（1858-1942）が報告した。

原因の発見の歴史的変遷
- 1913年（大正2年）に、マルファン症候群は同一家系内発生が高いとWeve(Henricus Jacobus Marie Weve)(1888-1962)が指摘。
- 1991年（平成3年）に、1型がヒトの第15番染色体長腕上のフィブリリン遺伝子と連関している事をカイヌライネン(Katariina Kainulainen)が発見した。
- 1998年に、第1回マルファン症候群国際シンポジウムが米国ボルチモアで行われる。
- 1992年に、第2回マルファン症候群国際シンポジウムが米国サンフランシスコで行われる。
- 1994年に、ベータ遮断薬（ベータ‐ブロッカー）が大動脈拡大を遅くすることに効果的であるということが証明される。
- 1994年に、第3回マルファン症候群国際シンポジウムが独国ベルリンで行われる。
- 2004年（平成16年）に、科学技術振興機構の研究チーム（代表、新川詔夫（にいかわ のりお）・長崎大教授）の長崎大学大学院医歯薬総合研究科大学院生の水口剛氏、横浜市立大学大学院医学研究科の松本直通（まつもと なおみち）教授らが、2型の原因となる遺伝子2型の原因遺伝子を第3番染色体のTGFベータR2に発見。TGFベータR2はガン抑制遺伝子として知られ、一対とも遺伝子が壊れた場合はガン化し、片方が破壊された場合にマルファン症候群が発病すると見られる。

予後の変遷
過去に三十前後の寿命といわれた。

## 社会的影響
症状が音楽やスポーツやメディアに与えた影響
- 指が長いため、ピアノやバイオリンを演奏する際に、一般人では不可能な演奏をすることができる。そのため、それらの奏者として有名な人がいる。（ニコロ・パガニーニ、セルゲイ・ラフマニノフなど）
- 米国でミュージカル『RENT』が1996年に初演されたとき、マルファン症候群は大きな注目を集めた。オフブロードウェーでのプレビュー公演初日の早朝未明に、作者のジョナサン・ラーソンは大動脈解離のため急死したが、これはマルファン症候群によるものであった。彼の両親は「ジョナサン・ラーソン・パフォーミングアーツ・ファンデーション」を設立し、マルファン症候群の早期発見と大動脈解離による突然死を防ぐための喚起を行っている。
- 米国ではマルファン症候群の人たちへの寄付を兼ねてのチャリティー活動が盛んである。例えば、歌手アレサ・フランクリンAretha Franklin Roots の2006年のライブ（NY公演4ヶ所）は米国で20万人に及ぶマルファン症候群の人たちへの寄付を兼ねて 開催される。
- 近年では動画をネット上で共有できる米国のサイトYouTubeではマルファン症候群に関連する映像がアップロードされている。

予後がスポーツに与えられる影響
- 高さが利点になるスポーツに、しばしば引きつけられたり、高身長であることを高く評価されて、バスケットボールやバレーボールなどのスポーツ選手になる例が多い。
- バスケットボールやバレーボールなどの激しい運動のために試合中に心臓発作を起こす突然死例も多い。
- また、マルファン症候群と診断を知りえても医師の忠告を聞かずに激しい運動を続け突然死を遂げた例もある。

## 各国において

### 日本
統計
現在、患者は二万人いると言われている。

診療科
マルファン専門外来がある。（東京大学医学部附属病院）

### アメリカ
検査
アメリカでは、遺伝子診断が主流
プロスポーツなどのメディカルチェックでマルファン項目がある。近年、マルファンに症状が非常に似ている病気が報告されている。

## 似た症状

### 類似した症状を起す疾病
マルファン症候群の症状と類似したな徴候があるものは以下の通り：
- マルファン様過伸展症候群 Marfanoid hypermobility syndrome
- マルファン体型-小頭-糸球体腎炎 Marfanoid habitus with microcephaly and glomerulonephritis
- マルファン様精神遅滞症候群、常劣（顔神経骨格症候群） Marfanoid mental retardation syndrome,autosomal
  - Marfan様の体型、精神遅滞、頭蓋骨癒合。

腹部の筋弛緩を主徴とする
- 先天性拘縮性クモ指症（CCA）Congenital contractual arachnodactyly
- ビールス症候群 Beals syndrome
- エーラス・ダンロス症候群（EDS）Ehlers-Danlos syndrome
  - 古典型EDS
  - 後側彎型EDS（EDS VI型）
  - 血管型EDS（EDS IV型）
  - エーラス・ダンロス症候群との違いのひとつは手の形。マルファン症候群よりももちもちしてふっくらしている。関節が外れやすい。国内の症例確認は20例。主に白人に多く発症する。
- ホモシスチン尿症 Homocystinuria
  - ホモシスチン尿症は高身長、クモ指、水晶体脱臼、血栓症、精神遅滞を発症する。一部の患者のマルファン症候群の症状はホモシスチン尿症の症状に似ている。それは患者の血液と尿でホモシスチンの非常に高いレベルによって特徴づけられる遺伝性疾患である。この可能性は、尿検査によって除外されることができる。その他の場合、診断は患者の症状、症候群の既往歴の欠如と他の変数の温和のため、不確かなままである。これらの境界線状況は、時々marfanoid症候群と称される。
- Loeys Dietz症候群 Loeys Dietz syndrome
- MASS phenotype
- シュプリンツェン・ゴールドバーグ症候群 Shprintzen Goldberg syndrome
- スティックラー症候群 Stickler syndrome
- Weill Marchesani症候群 Weill Marchesani syndrome

### 類似した症状
マルファン症候群があることから生じることがあるが、マルファン症候群でなくても一般的に起こりえる症状は以下の通り：
- 家族性胸部大動脈瘤・大動脈解離
- 脆弱X症候群
- 大動脈瘤
- 大動脈血管拡張による二尖大動脈弁
- 嚢胞
- 嚢胞性中膜壊死
- 水晶体転位
- 偏平足
- 巨人症
- ヘルニア
- 関節の過剰運動性
- 歯列不正合
- 僧帽弁逸脱症
- 近視
- 鳩胸またはexcavatum
- 気胸
- 網膜剥離
- 脊柱側弯症
- 睡眠時無呼吸症候群
- 線状皮膚萎縮症
- 多発性内分泌腫瘍症2b型
- マルファン症候群と診断されその後の検査で違う病名と判明することもある
- 似た症状を示す関連病はたくさん報告されており、その一部を診断をするための公開特許も出されている

## マルファン症候群と確認された人物
- フローラ・ハイマン（バレーボール選手） - 日本のダイエーに所属。試合中に倒れて死去し、後にマルファン症候群による大動脈解離と判明[7]。
- ジョナサン・ラーソン（ミュージカル作家）- 未診断ながらマルファン症候群による大動脈解離で死去したとされる。
- ヴィンセント・スキャヴェリ（俳優） - 5歳時にマルファン症候群と診断される。
- 米津玄師（日本のシンガーソングライター） - 本人が公表したが、医師の診断を受けたものではない[8]。

## 書籍
- この子は生きる―わが娘の「マルファン症候群」 著:梅田加奈子 講談社 1997/12/01
- 人工弁で生きる 喜多知子 教育出版センター 1982
- 千織、天国で幸せにね 陶山理恵 文芸社 2004
- マルファンネットワークジャパン,マルファン症候群ガイドブック,
- 土屋和之, 開業医のための循環器疾患－紹介のタイミング, 金原出版 (2003/10),
- 79. 松原正男：眼科の特徴とスポーツ、特集 マルファン症候群とスポーツ活動、臨床スポーツ医学 14:143-146,1997
- 「心臓」Vol.38 5月号,HEART’s Selection Marfan症候群,心臓財団,
- 前田如矢；浅井利夫, スポーツ内科ハンドブック 小児から中高年まで,7.MARFAN症候群と運動 〈浅井利夫〉 177,,
- モデル体型と人は言うけれど マルファン症候群という難病を知っていますか？婦人公論 09/07日号

## メディア

### 映像の中に取り上げられたマルファン症候群
- ER シーズン8第2話
- シカゴ・ホープ Death Be Proud
- CSI:科学捜査班 シーズン5第1話
- グレイズ・アナトミー2 #8
- 輝く季節の中で
- 第14回FNSドキュメンタリー大賞ノミネート作品 僕らが見つけた音と光〜盲学校のアンサンブル〜
- NHK教育テレビ きらっと生きる 12月11日放送（第231回）
- 「私（わたし）の音色（ねいろ）を聴（き）いてほしい!〜ピアニスト・釜山十二華（かまやま とにか）さん〜」
- DeAGOSTINI The Operation (1)開心術 DVD
- 「医龍2」 ＃5 この障害によるAR患者の血液型が -D-（バーディバー）型というきわめて珍しい血液型だった

### 報道の中に取り上げられたマルファン症候群
- 「医者の養生＝藤田保健衛生大病院・安藤太三さん」（中部経済新聞社）2007年12月27日
- 「患部を人工血管にまるごと交換 金沢医科大学・坂本教授 マルファン症候群に新治療法」（北國新聞社）2007年5月24日
- 「難病のコーチ、初Vめざす」（朝日新聞）2007年4月20日
- 「小学生の時に右目を失明していた少年、中学担任に目を殴られ左目を失明…市に7700万円賠償命、教諭に支払いは命じず」（千葉日報）2007年3月6日
- 「体の悩み聞いて効く」マルファン症候群（1003文字）（産経新聞） - 2005年7月
- 「体の悩み 聞いて効く」マルファン症候群（986文字）（産経新聞） - 2005年7月
- 「マルファン症候群の難病指定求め団体設立」呉で患者ピアニスト記念演奏会＝広島（625文字）（読売新聞） - 2005年7月
- 「医療ルネサンス］マルファン症候群（下）難病指定へ団体設立」（連載）（1204文字）（読売新聞） - 2005年6月
- 「医療ルネサンス］マルファン症候群（上）痛み抑えつつ演奏活動」（連載）（1166文字）（読売新聞） - 2005年6月
- 「〈解〉マルファン症候群」（113文字）（読売新聞） - 2005年6月

### 研究機関・組織

#### 国内
- 横浜市立大学大学院医学研究科環境分子医科学
- 東京女子医科大学大学院 循環器内科

#### 海外
- Stanford University Center for Marfan Syndrome & Related Connective Tissue Disorders
- The William S. Smilow Center for Marfan Syndrome Research
- 他にワシントン大学にMarfanセンターがある。
- 米国では Marfan Syndrome Center、Marfan Center、Marfan clinic、大動脈外科センターなどでマルファン症候群の治療が可能。

### 関連する医学会
- 特定非営利活動法人 日本心臓血管外科学会
- 日本心臓血管外科学会学術総会シンポジウムでMarfan症候群について演題募集されている年度もある。

### 患者団体・組織

#### 国内
- マルファンネットワークジャパン（MNJ）
- 日本マルファン協会（JAMAA）